# Taltheilei Narrows Airport
Taltheilei Narrows Airport är en flygplats i Kanada.   Den ligger i territoriet Northwest Territories, i den centrala delen av landet, 3 000 km nordväst om huvudstaden Ottawa. Taltheilei Narrows Airport ligger 308 meter över havet.
Terrängen runt Taltheilei Narrows Airport är varierad. Trakten runt Taltheilei Narrows Airport är nära nog obefolkad, med mindre än två invånare per kvadratkilometer.. Det finns inga samhällen i närheten.